# Homo novus
Homo novus (Latijn voor 'nieuwe man', meervoud  homines novi) was een term waarmee men in het Oude Rome een man aanduidde die als eerste  in zijn familie de Romeinse Senaat diende, of beter gezegd de eerste in zijn familie die verkozen werd tot consul.

## Lijst vanhomines novi
- Lucius Volumnius Flamma Violens (verkozen 307 v.Chr. en 296 v.Chr.)
- Gaius Duilius (verkozen 260 v.Chr.)
- Gaius Fundanius Fundulus (verkozen 243 v.Chr.)
- Gaius Lutatius Catulus (verkozen 241 v.Chr.)
- Gaius Flaminius (verkozen223 v.Chr. & 217 v.Chr.)
- Marcus Porcius Cato (de Oudere) (verkozen 195 v.Chr.)
- Lucius Licinius Lucullus (verkozen 151 v.Chr.)
- Gaius Marius (verkozen 107 v.Chr., 104-100 v.Chr., 86 v.Chr.)
- Gnaeus Mallius Maximus (verkozen 105 v.Chr.)
- Gaius Coelius Caldus (verkozen 94 v.Chr.)
- Marcus Tullius Cicero (verkozen 63 v.Chr.)
- Gaius Pomponius Graecinus  (aangeduid 16 n.Chr.)
- Publius Memmius Regulus (aangeduid 31 n.Chr.)
- Quintus Curtius Rufus (aangeduid 43 n.Chr.)
- Gaius Cornelius Tacitus  (aangeduid 97 n.Chr.)